# Praemastus steinbachi
Praemastus steinbachi är en fjärilsart som beskrevs av Rothschild 1909. Praemastus steinbachi ingår i släktet Praemastus och familjen björnspinnare. Inga underarter finns listade i Catalogue of Life.